# 28e cérémonie des Boston Society of Film Critics Awards
La 28e cérémonie des Boston Society of Film Critics Awards, décernés par la Boston Society of Film Critics, a eu lieu le 11 décembre 2007, et a récompensé les films réalisés dans l'année.

## Palmarès

### Meilleur film
- No Country for Old Men
  - Le Scaphandre et le Papillon

### Meilleur réalisateur
- Julian Schnabel pour Le Scaphandre et le Papillon
  - Joel et Ethan Coen pour No Country for Old Men

### Meilleur acteur
- Frank Langella pour le rôle de Leonard Schiller dans Starting Out in the Evening
  - Daniel Day-Lewis pour le rôle de Daniel Plainview dans There Will Be Blood

### Meilleure actrice
- Marion Cotillard pour le rôle d'Édith Piaf dans La Môme
  - Julie Christie pour le rôle de Fiona Anderson dans Loin d'elle (Away from Her)

### Meilleur acteur dans un second rôle
- Javier Bardem pour le rôle d'Anton Chigurh dans No Country for Old Men
  - Ben Foster pour le rôle de Charlie Prince dans 3 h 10 pour Yuma (3:10 to Yuma) et pour le rôle de Jake Mazursky dans Alpha Dog

### Meilleure actrice dans un second rôle
- Amy Ryan pour le rôle de Helene McCready dans Gone Baby Gone
  - Cate Blanchett pour le rôle de Jude Quinn dans I'm Not There

### Meilleure distribution
- 7 h 58 ce samedi-là (Before the Devil Knows You're Dead)
  - I'm Not There
  - SuperGrave (Superbad)

### Réalisateur le plus prometteur
- Ben Affleck pour Gone Baby Gone
  - Tony Gilroy pour Michael Clayton

### Meilleur scénario
- Ratatouille – Brad Bird
  - Le Scaphandre et le Papillon – Ronald Harwood

### Meilleure photographie
- Le Scaphandre et le Papillon – Janusz Kaminski
  - L'Assassinat de Jesse James par le lâche Robert Ford (The Assassination of Jesse James by the Coward Robert Ford) – Roger Deakins
  - No Country for Old Men – Roger Deakins
  - Dans la vallée d'Elah (In the Valley of Elah) – Roger Deakins

### Meilleur film en langue étrangère
- Le Scaphandre et le Papillon •  France /  États-Unis

### Meilleur film documentaire
- Crazy Love
  - The King of Kong (The King of Kong: A Fistful of Quarters)